# 纳沙特·阿克拉姆
纳沙特·阿克拉姆（阿拉伯語：نشأت أكرم，1984年9月12日—），全名纳沙特·阿克拉姆·阿比德·阿里·阿尔埃萨（阿拉伯語：نشأت أكرم عبد علي العيسى），是一名伊拉克足球运动员，为伊拉克“黄金一代”的代表人物之一，司职中场，现在效力于中国足球超级联赛球队大连阿尔滨。

## 俱乐部生涯
2000年，16岁的阿克拉姆在伊拉克球队警察开始职业足球生涯。2003年，他被留比萨·图巴科维奇看中，加盟沙特阿拉伯球队纳赛尔，一年后转会到另一支沙特球队沙巴布。他帮助沙巴布赢得2005/06赛季沙特阿拉伯足球超级联赛的冠军。2007年8月1日，他以100万美元的身价和阿联酋球队艾因签约一年。在2008年1月的冬季转会窗时，他前往英格兰足球超级联赛球队曼城试训，表现出色，但由于申请英国劳工证被拒，最终无法加盟曼城。2008年4月，阿克拉姆和卡塔尔球队加拉法签约一年。2009年5月19日，他和荷兰足球甲级联赛球队特温特签约三年。不过在度过一个颗粒无收到赛季后，他在2010年夏季被球队解约，10月份，他加盟卡塔尔球队瓦克拉，之后又效力于莱科维亚和阿联酋的纳赛尔。2013年回国，重新加盟警察队。2014年2月10日，中国足球超级联赛球队大连阿尔滨宣布和阿克拉姆正式签约，合同为期两年。

## 国家队生涯
阿克拉姆曾代表伊拉克青年队参加2000年亚青赛，并获得冠军，2001年参加在阿根廷举办的世青赛。他还代表伊拉克国奥队参加2004年夏季奥林匹克运动会，并获得第四名的好成绩。
阿克拉姆在2001年首次入选伊拉克国家足球队。10月5日，他在世界杯预选赛和沙特阿拉伯的比赛替补出场，上演国家队首秀。他曾参加2004年，2007年和2011年三届亚洲杯足球赛，并在2007年获得冠军。2013年1月，他宣布退出国家队。